# Culencó
Culencó (del mapudungún, agua de culén) es una localidad ubicada en la comuna de Lolol, provincia de Colchagua, y que antiguamente fue cabecera de la comuna de Ránquil, en el departamento de Santa Cruz, dentro de la antigua provincia de Curicó.

## Historia
El Diccionario Geográfico de Francisco Solano Astaburuaga lo define, en 1899, como un "caserío de 120 habitantes con limitados contomos de cultivo, situado en el departamento de Vichuquén en la parte superior del valle de Nilahue y cercano al S. de la aldea de Quiahue".
Tras la puesta en marcha de las comunas, en 1891, Culencó pasó a pertenecer a la comuna de Lolol, como parte de la subdelegación de Culencó, dentro del antiguo departamento de Santa Cruz. El 14 de enero de 1905 es creada la comuna de Ránquil, con el territorio de la mencionada subdelegación, constituyéndose una nueva municipalidad, que funcionó hasta su disolución por decreto del presidente Carlos Ibáñez del Campo, el 1 de febrero de 1928, pasando la localidad a la comuna de Hualañé.
Sin embargo, según un decreto del 31 de mayo de 1929, la parte de la antigua subdelegación de Culencó que aparece dentro de los límites del departamento de Santa Cruz, fue incorporada a la comuna de Santa Cruz, estando el poblado de Culencó dentro de dicho departamento. Finalmente, el 18 de agosto de 1960 se incorporó a la restaurada comuna de Lolol.